# Forró (Horvátország)
Forró (más néven Újbánóc, horvátul: Banovci, 1900-ig Novi Banovci, majd 1991-ig Šidski Banovci, szerbül: Бановци) egykori német nemzetiségű falu Horvátországban Vukovár-Szerém megyében. Közigazgatásilag Csótnémetihez tartozik.

## Fekvése
Vukovártól légvonalban 19, közúton 23 km-re délre, községközpontjától légvonalban 5, közúton 10 km-re északra, a Nyugat-Szerémségben, Vinkovcéről Szávaszentdemeterre menő főút és vasút mentén fekszik. 

## Története
Bánóc első írásos említése a boszniai káptalan 1473. július 19-én kelt oklevelében történt, melyben a káptalan jelenti Mátyás királynak, hogy Bátori István országbíró utasítására mások mellett Maróti Mátyus macsói bánt „Banocz” nevű birtokán egy panaszos ügyben megidézte Szent Jakab nyolcadára. Bánóc ekkor az atyai erősséghez tartozott. A török 1526-ban, Valkóvár eleste után szállta meg és 1691-ig volt török uralom alatt. 
A török uralom alól felszabadulás után előbb kamarai birtok volt, majd a vukovári uradalom része lett. A katonai határőrvidék megszervezésekor Mária Terézia rendelete alapján 1745-ben elhatárolták a katonai közigazgatás alá vont területeket. Ez a határ átszelte az akkori Bánóc települést, melynek egy részét a határőrvidékhez csatolták. A polgári közigazgatás alatt maradt területen, a Forovac-mezőn létrejött Új-Bánóc, ahova azok telepedtek le, akik nem akartak a katonai parancsnokság alatt szolgálni. Fekvése után a falut Forovacnak, magyarul Forrónak is nevezték.
Az első katonai felmérés térképén „Banovcze vel. Forovacz” néven található. Lipszky János 1808-ban Budán kiadott repertóriumában „Banovcze alias Forovacz” néven szerepel. Nagy Lajos 1829-ben kiadott művében „Banovcze alias Forovacz” néven 67 házzal, 5 katolikus és 451 ortodox vallású lakossal találjuk. A 19. század folyamán német családokkal telepítették be, akik többségbe kerültek a régi szerb lakossággal szemben.
A településnek 1857-ben 460, 1910-ben 990 lakosa volt. Szerém vármegye Sidi járásához tartozott. Az 1910-es népszámlálás adatai szerint lakosságának 69%-a német, 28%-a szerb, 1-1%-a horvát és magyar anyanyelvű volt. A település az első világháború után az új szerb-horvát-szlovén állam, majd később (1929-ben) Jugoszlávia része lett. 1941 és 1945 a Független Horvát Államhoz tartozott, majd a szocialista Jugoszlávia fennhatósága alá került. A második világháború végén a német lakosság nagy része elmenekült a partizánok elől. Az itt maradtakat a kommunista hatóságok kollektív háborús bűnösökké nyilvánították, minden vagyonuktól megfosztották és munkatáborba zárták. Az életben maradtakat később Németországba és Ausztriába telepítették ki. 1946-ban Likából és Dalmáciából szállítottak ide elszegényedett szerb családokat, akik megkapták az elűzött németek házait. 1991-től a független Horvátország része. 1991-ben lakosságának 97%-a szerb nemzetiségű volt. A falunak 2011-ben 432 lakosa volt.

## Népessége
| Lakosság változása | Lakosság változása | Lakosság változása | Lakosság változása | Lakosság változása | Lakosság változása | Lakosság változása | Lakosság változása | Lakosság változása | Lakosság változása | Lakosság változása | Lakosság változása | Lakosság változása | Lakosság változása | Lakosság változása | Lakosság változása |
| ------------------ | ------------------ | ------------------ | ------------------ | ------------------ | ------------------ | ------------------ | ------------------ | ------------------ | ------------------ | ------------------ | ------------------ | ------------------ | ------------------ | ------------------ | ------------------ |
| 1857               | 1869               | 1880               | 1890               | 1900               | 1910               | 1921               | 1931               | 1948               | 1953               | 1961               | 1971               | 1981               | 1991               | 2001               | 2011               |
| 460                | 779                | 651                | 836                | 890                | 990                | 1.047              | 1.139              | 1.028              | 1.138              | 1.084              | 975                | 778                | 653                | 479                | 432                |

## Gazdaság
A település legfontosabb bevételi forrása a mezőgazdaság. A legnagyobb probléma a munkanélküliség, mely részben a háború következménye.

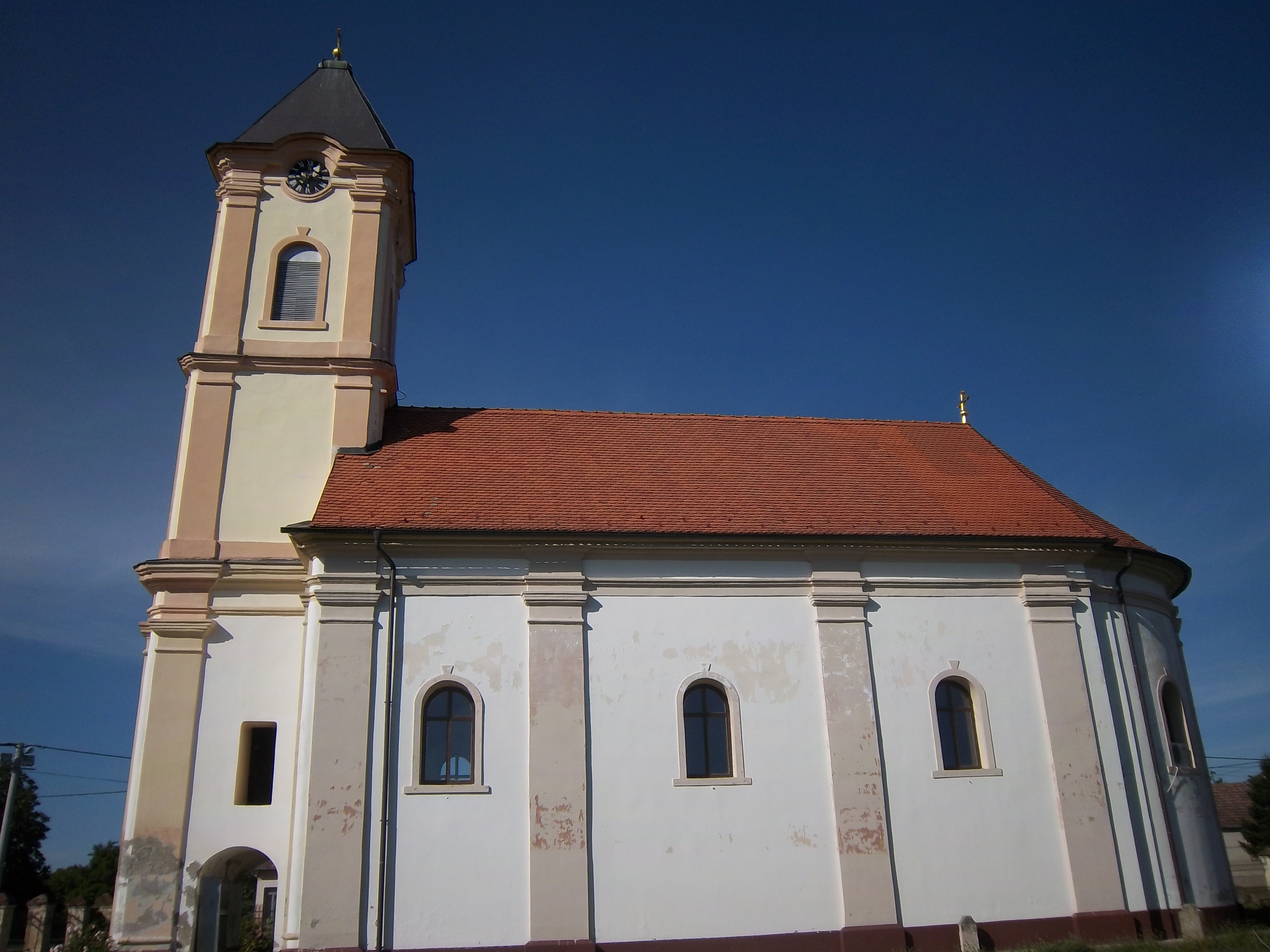
A szerb pravoszláv templom

## Nevezetességei
Szent Petka tiszteletére szentelt szerb pravoszláv temploma 1818-ban épült neoklasszicista stílusban. A 21. század első évtizedében a templom belsejét és külsejét újjáépítették. A templomnak tágas udvara van egy játszótérrel (melyet a Vöröskereszt által ajándékozott) és gyümölcsössel. Ez annak a három horvátországi pravoszláv templomnak egyike, amely intézményileg a szerémi ortodox egyházmegyéhez tartozik.
Lehet továbbá találni még régi, hagyományos alföldi jellegű házakat is.

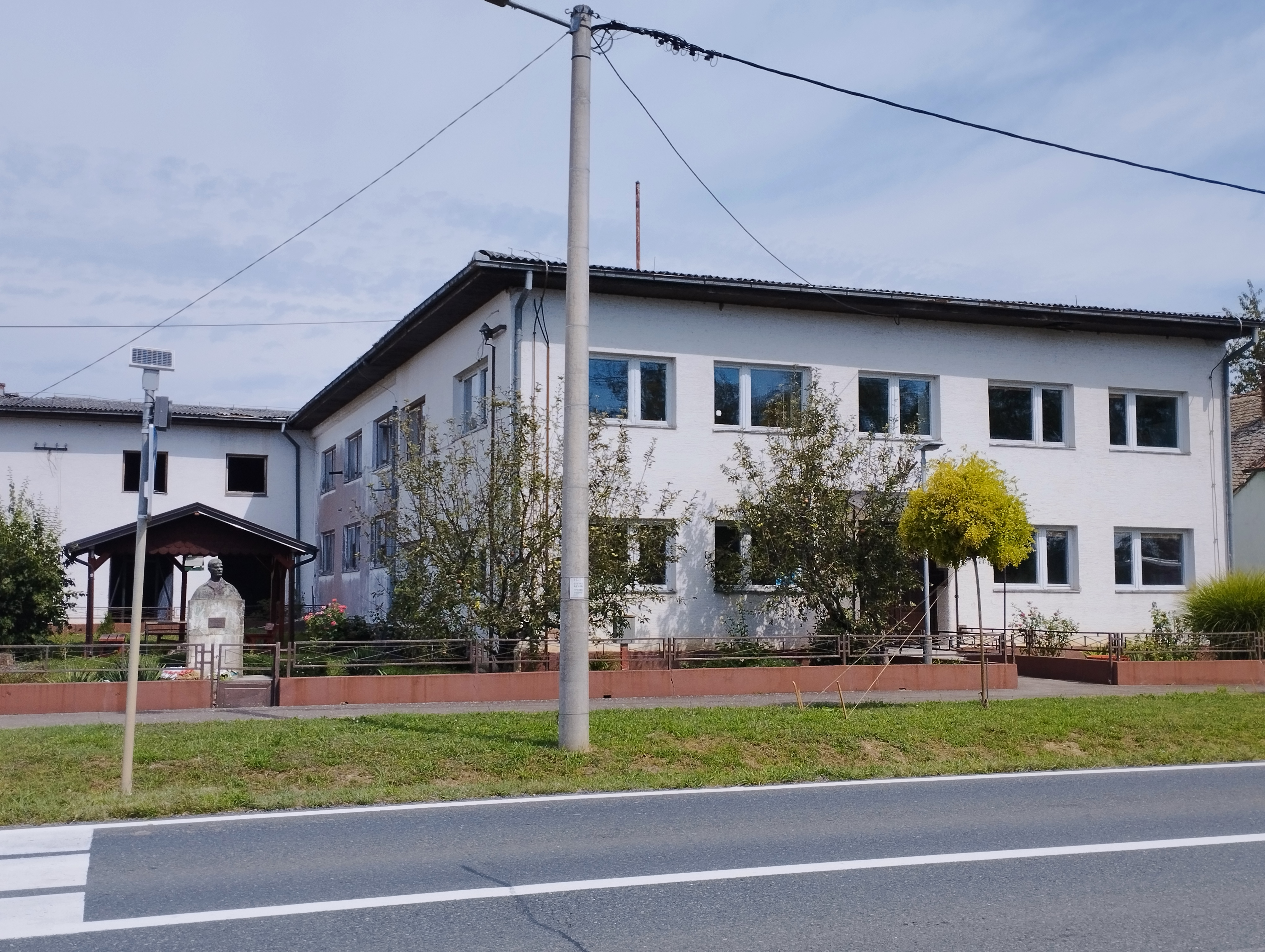
Az általános iskola

## Oktatás
A településen a csótnémeti általános iskola területi iskolája működik. 

## Sport
Az NK Borac Banovci labdarúgóklubot 1940-ben alapították. A csapat a megyei 3. ligában szerepel.

## Híres emberek
A település szülötte Slobodan Bajić Paja, jugoszláv népi hős, akinek a részvételével állt ellen a falu a második világháborúban a náciknak. A háború alatt meglátogatta a települést Harold Alexander és felélesztette a helyi erők harci szellemét.